# Melichneutes
Melichneutes is een monotypisch geslacht van vogels uit de familie honingspeurders (Indicatoridae). De enige soort:
- Melichneutes robustus – Lierstaarthoningspeurder